# Synanceia alula
Synanceia alula is een straalvinnige vissensoort uit de familie van steenvissen (Synanceiidae). De wetenschappelijke naam van de soort is voor het eerst geldig gepubliceerd in 1973 door Eschmeyer & Rama-Rao.